# Kimbolton Castle
Kimbolton är ett slott i Storbritannien.   Det ligger i grevskapet Cambridgeshire och riksdelen England, i den sydöstra delen av landet, 90 km norr om huvudstaden London. Kimbolton var bostad åt earlarna och hertigarna av Manchester mellan 1615 och 1950, och blev sedan lokal åt Kimbolton School. Slottet är mest känt för att Katarina av Aragonien satt fängslad där 1534-1536. 

## Historik
Det första Kimbolton uppfördes av Geoffrey Fitz Peter, 1st Earl of Essex, under 1100-talet.
Slottet köptes av diplomaten och hovfunktionären Sir Richard Wingfield år 1522. Mellan april 1534 och januari 1536 hölls Katarina av Aragonien i husarrest på Kimbolton. Kärrklimatet i trakten skadade hennes hälsa, och hon avled på slottet 7 januari 1536. 
Slottet köptes 1615 av Henry Montagu, 1:e earl av Manchester, och fungerade sedan som bostad åt earlarna och hertigarna av Manchester. Charles Montagu, 1:e hertig av Manchester byggde om Kimbolton till det nuvarande slottet genom omfattande ombyggnationer mellan 1690 och 1720.
Byggnaden såldes och blev 1950 lokal åt Kimbolton School.